# Santo Niño de Cebú

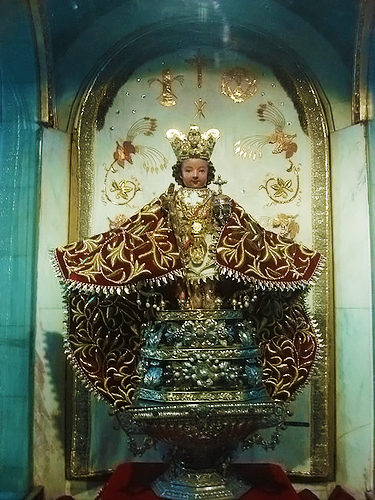
Santo Niño de Cebú.

El Santo Niño de Cebú es una figura del Niño Jesús en la ciudad de Cebú, Filipinas. También es un título católico del Niño Jesús asociado a una imagen religiosa del Niño Jesús ampliamente venerada como milagrosa por el católicos filipinos. Es el objeto cristiano más antiguo de Filipinas,

## Historia
El Santo Niño de Cebú fue fabricado originalmente por artesanos flamencos, según una hagiografía, basada en una visión de Teresa de Ávila, la mística carmelita descalza del siglo XVI.
Fue un regalo de Fernando de Magallanes al rajá de Cebú, Humabón (bautizado como Carlos), y a su consorte, Humamay (bautizada como Juana) entregado el día 14 de abril de 1521. con motivo de su bautismo cristiano en 1521.
El Santo Niño de Cebú se encuentra en la Basílica del Santo Niño, en la ciudad de Cebú, en Filipinas. En frente de la basílica se puede contemplar la Cruz de Magallanes, el principal símbolo de la ciudad.
La figura, fue bendecida por el papa Juan Pablo II en 1990. Este viste una bata de diferentes colores y se preserva en una vitrina de cristal reforzado desde 1835 para evitar que los fieles la dañen.

Muchos filipinos creen que el Santo Niño de Cebú es el mismísimo Cristo. En el siglo XVII, los españoles declararon que el niño era milagroso y lo utilizaron para convertir a la nación, de suerte que esa estatua de madera, actualmente instalada entre cristales antibalas en la Basílica Menor del Santo Niño, en Cebú, es la semilla de donde germinó el catolicismo filipino.
Bryan Christy, National Geographic, octubre de 2012.

## Festividad

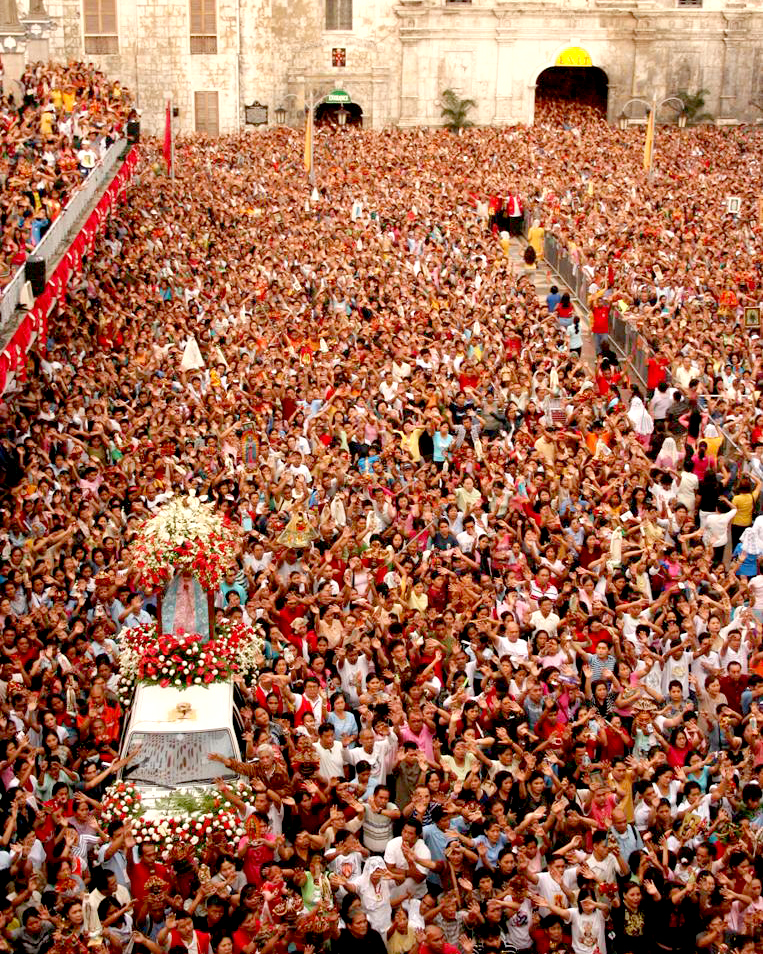
Escena en la Basílica del Santo Niño durante las misas Novenas.

Durante varios siglos fue el santo patrón de Cebú. Hoy en día se continúa celebrando el Sinulog, el principal festival de Cebú durante el mes de enero de cada año.

## Otros
- En la Iglesia de Nuestra Señora de la Peña de Francia de la ciudad de Puerto de la Cruz (Tenerife, España), hay una imagen del Santo Niño de Cebú.